# 富斯蒂尼亚纳
富斯蒂尼亚纳（西班牙語：Fustiñana）是西班牙纳瓦拉的一个市镇。总面积67平方公里，总人口2394人（2001年），人口密度36人/平方公里。